# Cavalry Football Club
Il Cavalry Football Club, meglio noto come Cavalry FC, è una società calcistica canadese con sede nella città di Calgary (Alberta). Il club è stato fondato nel 2018 in vista della creazione della nuova prima divisione canadese, la Canadian Premier League.

## Storia
Il 5 maggio 2018, durante il meeting annuale della federcalcio canadese, vennero approvate le richieste di quattro gruppi imprenditoriali di iscrivere altrettanti club professionistici alla Canadian Premier League. Una delle quattro città prescelte fu Calgary.
Il 17 maggio seguente, la squadra di Calgary fu la seconda ad essere ufficialmente presentata: venne rivelato che il nome sarebbe stato Cavalry FC e i colori il rosso e il verde. L'annuncio venne dato in presenza del Ceo e del Coo della Spruce Meadows Sports & Entertainment, società proprietaria del club e che gestisce un omonimo complesso equestre.
Nella stessa occasione sono stati presentati lo stemma e i progetti per lo stadio in cui avrebbe giocato la squadra, ricavato all'interno di Spruce Meadows.
La stagione d'esordio fu sicuramente positiva: il club riuscì nell'impresa di eliminare dalla coppa nazionale i Vancouver Whitecaps, squadra di MLS; in campionato dominò la stagione regolare arrivando in testa sia nella Spring season che nella Fall season, ma perdendo la finale per il titolo contro il Forge. Nel 2024 partecipa per la prima volta alla CONCACAF Champions Cup, grazie al primo posto in stagione regolare dell'anno precedente.
Nel 2024 ha conquistato il primo titolo nazionale, battendo nella finale dei play-off il Forge con il risultato di 2 a 1.

## Colori e simboli

Versione in verde del logo

Lo stemma è composto dalla figura araldica di uno chevron che sormonta un pallone da calcio, in alto è presente la scritta Cavalry.
I colori del club sono il verde, il rosso e il nero. Il verde simboleggia la natura di Calgary, mentre il rosso e il nero sono i colori tradizionali delle squadre sportive della città.
Sia la forma dello stemma che i colori sono un omaggio alla bandiera dei Lord Strathcona's Horse, un celebre reggimento a cavallo dell'esercito canadese che è di stanza proprio a Calgary.

### Storico maglie
- Wikimedia Commons contiene immagini o altri file sulle maglie del Cavalry F.C.

## Strutture

### Stadio
Il Cavalry disputa le partite casalinghe all'ATCO Field, uno stadio di 6.000 posti situato a Spruce Meadows.

## Società

### Sponsor
- 2019- Macron

## Allenatori e presidenti
Il primo allenatore del club è stato annunciato lo stesso giorno della presentazione del club
- 2019-in carica  Tommy Wheeldon Jr.

## Palmarès
- Canadian Premier League: 1

2024
- CPL Shield: 2

2019, 2023

## Statistiche e record

### Partecipazioni ai campionati nazionali
| Livello | Categoria | Partecipazioni | Debutto | Ultima stagione | Totale |
| ------- | --------- | -------------- | ------- | --------------- | ------ |
| 1º      | CPL       | 6              | 2019    | 2024            | 6      |

### Partecipazioni alle coppe nazionali
| Competizione          | Partecipazioni | Debutto | Ultima stagione |
| --------------------- | -------------- | ------- | --------------- |
| Canadian Championship | 5              | 2019    | 2024            |

### Partecipazioni alle competizioni internazionali
| Competizione           | Partecipazioni | Debutto | Ultima stagione |
| ---------------------- | -------------- | ------- | --------------- |
| CONCACAF Champions Cup | 1              | 2024    | 2024            |

## Tifoseria
Il maggior gruppo di sostenitori del Cavalry sono i Foot Soldiers, precedentemente nati per supportare il Calgary Foothills. La principale rivalità dei tifosi era quella contro l'FC Edmonton, prima del fallimento di questi ultimi. Gli incontri con l'altra squadra dell'Alberta prendevano il nome di Al Classico, a richiamare il più celebre El Clásico disputato tra Barcellona e Real Madrid.

## Organico

### Rosa 2021
La rosa è aggiornata al 1 settembre 2021.
| N. |                        | Ruolo | Calciatore         |
| -- | ---------------------- | ----- | ------------------ |
| 1  | Canada (bandiera)      | P     | Marco Carducci     |
| 2  | Canada (bandiera)      | D     | Nicolas Apostol    |
| 3  | Irlanda (bandiera)     | D     | Tom Field          |
| 4  | Paesi Bassi (bandiera) | D     | Daan Klomp         |
| 5  | Canada (bandiera)      | D     | Mason Trafford     |
| 6  | Canada (bandiera)      | C     | Nikolas Ledgerwood |
| 7  | Brasile (bandiera)     | C     | Oliver             |
| 8  | Canada (bandiera)      | C     | Elijah Adekugbe    |
| 9  | Canada (bandiera)      | A     | Anthony Novak      |
| 10 | Canada (bandiera)      | C     | Sergio Camargo     |
| 11 | Honduras (bandiera)    | C     | José Escalante     |
| 12 | Canada (bandiera)      | C     | Daniel Kaiser      |

| N. |                        | Ruolo | Calciatore       |
| -- | ---------------------- | ----- | ---------------- |
| 13 | Somalia (bandiera)     | A     | Ali Musse        |
| 14 | Canada (bandiera)      | C     | Joseph Di Chiara |
| 15 | Canada (bandiera)      | C     | Elliot Simmons   |
| 16 | Canada (bandiera)      | C     | Victor Loturi    |
| 17 | Canada (bandiera)      | C     | Ben Fisk         |
| 18 | Canada (bandiera)      | A     | José Hernández   |
| 19 | Stati Uniti (bandiera) | A     | Ahinga Selemani  |
| 20 | Irlanda (bandiera)     | A     | Joe Mason        |
| 21 | Canada (bandiera)      | D     | Mohamed Farsi    |
| 22 | Canada (bandiera)      | P     | Tyson Farago     |
| 23 | Brasile (bandiera)     | A     | Richard Luca     |
| 25 | Canada (bandiera)      | D     | Karifa Yao       |

### Staff tecnico
Di seguito lo staff tecnico del Cavalry FC aggiornato al 21 luglio 2021.
- Tommy Wheeldon Jr. - Allenatore
- Martin Nash - Allenatore in seconda
- Jordan Santiago - Allenatore dei portieri